# Kopenhagener Gebäck

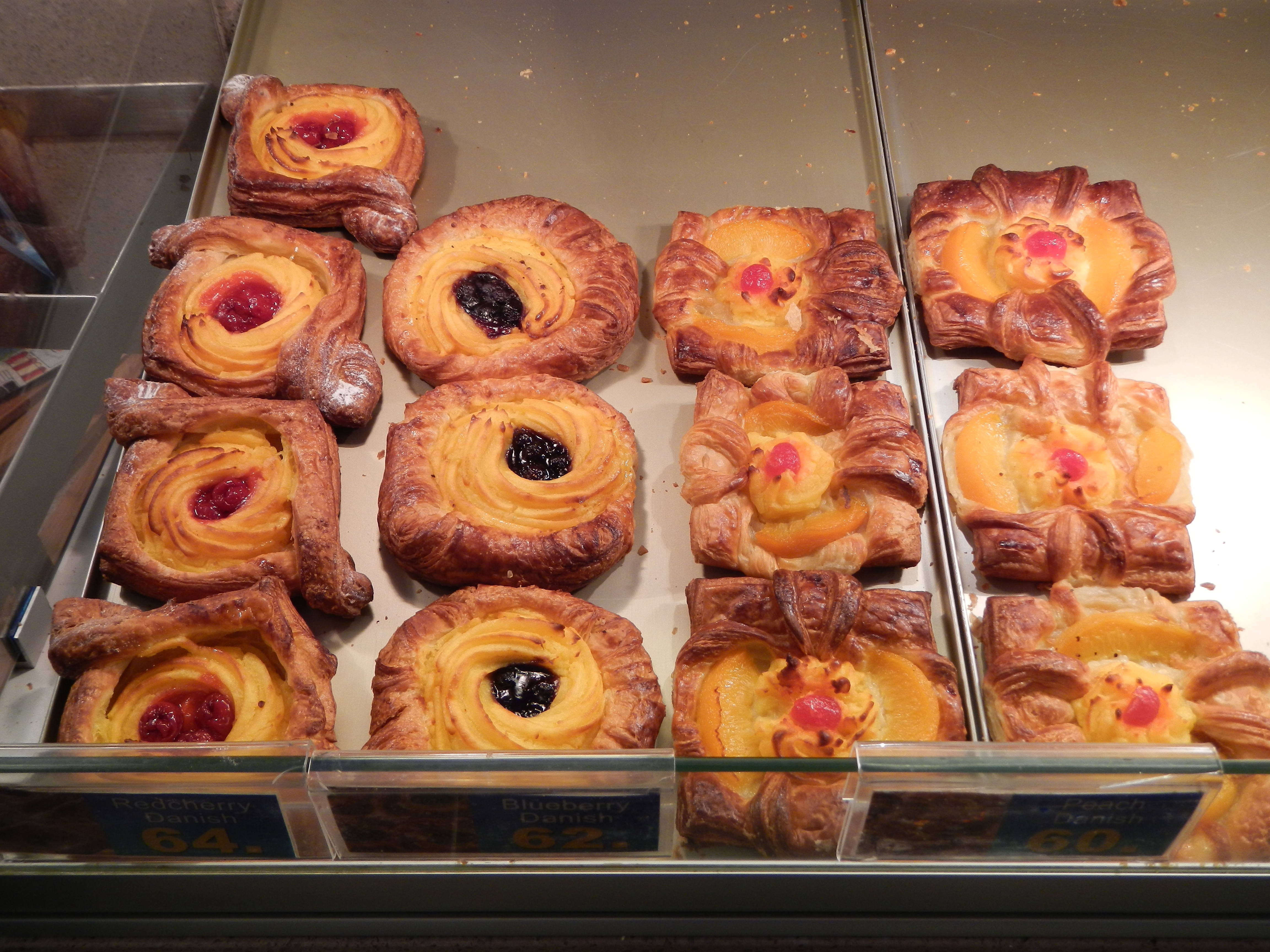
Variationen von Kopenhagener Gebäck

Kopenhagener Gebäck, in Deutschland meist kurz Kopenhagener oder Plunder genannt, ist die deutsche Bezeichnung für dänisches Wienerbrød (d. h. Wiener Gebäck). Im englischen Sprachraum heißt das Gebäck Danish Pastry oder kurz Danish. In Dänemark heißt eine Sorte Kopenhagener Spandauer.

## Bestandteile und Herstellung
Traditionell besteht der dänische Wienerbrødteig aus 27 Ziehfettlagen (aus Butter, Margarine oder anderen quasi wasserfreien Fetten). Eine Ausnahme ist der Teig von Croissants, hier sollen es nur 16 Fettlagen sein. Das dänische Bäckerhandwerk unterscheidet zwei Sorten Wienerbrød: Wienerbrød mit einem Fettanteil von 20 bis 25 % im Verhältnis zum Grundteig und Wienerbrød mit einem Fettanteil von 50 bis 60 %. Dänische Croissants enthalten ca. 40 % Fett.

## Geschichte
Mitte des 19. Jahrhunderts kam es zu Lohnkonflikten zwischen den dänischen Bäckergesellen und ihren Meistern. Da die Gesellen streikten, wurden Bäckergesellen aus Wien angeworben. Diese brachten ihr Fachwissen mit, das unter anderem in der Verarbeitung von Plunderteig bestand. Nach Beilegung des Arbeitskampfes hielt die Nachfrage nach den süßen Teilen an, so dass die dänischen Bäcker die ursprünglich österreichischen Rezepte weiterverwendeten und verfeinerten.
Einer anderen Version zufolge reiste der Kopenhagener Bäcker Niels Albeck 1843 nach Wien, um dort das österreichische Bäckerhandwerk kennenzulernen. Bei seiner Rückkehr brachte er drei österreichische Bäckergesellen mit, die er in seiner neu eröffneten Wienerbageriet (deutsch: „Die Wiener Bäckerei“) in Kopenhagen anstellte. Dort wurden zum ersten Mal in Dänemark Croissants verkauft, die Albeck mit Rosinen und Marzipan füllen ließ. Diese wurden von ihm und der Konkurrenz zu Wienerbrød in den verschiedensten Formen weiterentwickelt.
In den Vereinigten Staaten wurde das Gebäck unter der Bezeichnung Danish in der ersten Hälfte des 20. Jahrhunderts populär. Erstmals nachweisen lässt sich die Bezeichnung für das Jahr 1915 in New York, wo es insbesondere in der Küche jüdischer Einwanderer populär war. Ende desselben Jahres reiste der dänische Bäcker und „patissier savant“ Lauritz C. Klitteng nach New York und versorgte eigenen Angaben zufolge die Hochzeitsfeier von Woodrow Wilson und Edith White Bolling Galt mit seinem Gebäck. Außerdem unterrichtete er die Köche des deutschstämmigen jüdischen Restaurantbesitzers Herman Gertner (1872–1962) in der Herstellung des Kopenhagener Gebäcks. Gertner besaß fünf Restaurants am Broadway, in denen er das Gebäck unter der Bezeichnung „Danish“ verkaufte. Es entwickelte sich schnell zu einem Verkaufsschlager und verbreitete sich bald auch in anderen Restaurants, Cafés und Bäckereien New Yorks. Klitteng selbst bereiste über 30 Bundesstaaten, in denen er die Herstellung des Kopenhagener Gebäcks unterrichtete. Um 1930 war das Gebäck in Restaurants und Bäckereien in ganz Amerika anzutreffen.
Während des Konfliktes um die Mohammed-Karikaturen 2006 benannten iranische Gruppen das Backwerk um in Rosen des Propheten Mohammed.